# 非洲湖泊列表

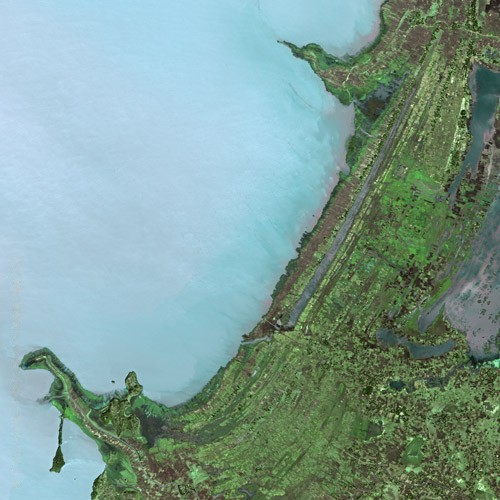
塔纳湖的衛星圖片

非洲湖泊较多，面积相差甚大。大一些的湖泊多为断层湖，主要分布在东非裂谷带。在非洲内陆盆地和高原洼地还分布着一些凹陷湖，大多是由于地表升降或挠曲作用先形成洼地而后积水后形成的湖泊的。而撒哈拉沙漠南缘的乍得湖是海迹湖。
本列表列出非洲的主要湖泊。

## 國際湖泊
- 菲昂加湖
- 丘塔湖
- 阿貝湖

### 时令湖
- 乍得湖

## 人工湖
- 納賽爾水庫 —位於 埃及、 苏丹邊界
- 馬南塔利湖 —位於
- 盧菲拉湖 —位於 刚果民主共和国
- 卡里巴水庫 —位於 尚比亞、 辛巴威邊境
- 科蘇湖 —位於

## 潟湖
- 突尼西亞 突尼斯湖
- 埃布里耶潟湖
- 奈及利亞 拉各斯潟湖

## 突尼西亞
- 伊其克烏爾湖

## 埃及
- 大苦湖

## 南蘇丹
- 諾湖

## 
- 代博湖
- 法吉賓湖

- 菲特里湖
- 約阿湖
- 萊雷湖

## 衣索比亞
- 塔纳湖
- 楚拜亥湖
- 海格湖

## 
- 吉佩湖

- 博蘇姆維湖

## 乌干达
- 基奧加湖

## 刚果共和国
- 泰萊湖

## 刚果民主共和国
- 馬伊恩東貝湖
- 通巴湖
- 烏朋巴湖

## 坦桑尼亚
- 巴巴蒂湖

## 东非大裂谷的湖泊
- 坦噶尼喀湖
- 维多利亚湖
- 马加迪湖
- 艾爾曼提亞湖
- 柏哥利亚湖
- 图尔卡纳湖
- 艾伯特湖
- 爱德华湖
- 巴林戈湖
- 奈瓦沙湖
- 馬拉維湖

## 
- 恩加米湖

## 尚比亞
- 班韋烏盧湖

## 莫桑比克
- 阿馬蘭巴湖

## 马拉维
- 馬隆貝湖

## 马达加斯加
- 阿勞特拉湖
- 齊馬南佩楚察湖
- 伊胡特里湖
- 金庫尼湖

## 南非
- 西巴亞湖